# Кастелвето (Пјаченца)
Кастелвето је насеље у Италији у округу Пјаченца, региону Емилија-Ромања.
Према процени из 2011. у насељу је живело 4 становника. Насеље се налази на надморској висини од 999 м.